# 스펜서 데이비스 그룹
스펜서 데이비스 그룹(영어: The Spencer Davis Group)은 1963년 버밍엄에서 결성된 영국의 록 밴드이다.